# Triple Elvis
Triple Elvis es una pintura realizada en 1963 por el artista estadounidense Andy Warhol. La obra representa tres imágenes repetidas del cantante Elvis Presley. En noviembre de 2014 se vendió en una subasta en Nueva York por 81.9 millones de dólares.